# University of West Georgia
Die University of West Georgia (auch UWG oder West Georgia genannt) ist eine staatliche Universität in Carrollton im US-Bundesstaat Georgia, etwa 80 km westlich von Atlanta gelegen. Sie ist Teil des University System of Georgia. Die Hochschule wurde 1906 gegründet. Derzeit sind hier 10.200 Studenten eingeschrieben.
Sie hat das einzige Honors College in Georgia.

## Geschichte
Die University of West Georgia wurde 1906 als Fourth District Agricultural and Mechanical School gegründet. 1933 wurde sie in West Georgia College umbenannt. 1971 stieg die Zahl der Studenten auf 6000 an.

## Sport
Die Sportteams der West Georgia sind die Wolves. Die Hochschule ist Mitglied in der Atlantic Sun Conference (ASUN). Die Football-Mannschaft spielt in der United Athletic Conference, einer Einzelsportallianz zwischen der ASUN und der Western Athletic Conference.